# Spretmossor
Spretmossor (Herzogiella) är ett släkte av bladmossor som beskrevs av Broth.. Enligt Catalogue of Life ingår Spretmossor i familjen Hypnaceae, men enligt Dyntaxa är tillhörigheten istället familjen Plagiotheciaceae.
Kladogram enligt Catalogue of Life och Dyntaxa: